# Dalaran
Dalaran is een legendarische magocratie en zwevende stad in het universum van Warcraft. Het werd gesticht als een centrum voor magisch onderzoek en onderwijs en speelt een centrale rol in de strijd tegen magische en demonische bedreigingen. Dalaran was oorspronkelijk gelegen in de regio Lordaeron, maar werd sinds de Derde Oorlog meerdere keren verplaatst.

## Verschijning
Dalaran werd geïntroduceerd in het spel Warcraft II: Tides of Darkness als een van de zeven menselijke koninkrijken van Lordaeron. Het stond daar bekend als het rijk van de magiërs, en speelde een ondersteunende rol tijdens de Tweede Oorlog, waarbij het magische kennis en ondersteuning leverde aan de Alliance of Lordaeron in de strijd tegen de Horde.

## Ligging
Oorspronkelijk lag Dalaran in het hart van Lordaeron, ten zuiden van Silverpine Forest en ten westen van Hillsbrad Foothills. Na de vernietiging van de stad door de Scourge tijdens de Derde Oorlog werd Dalaran herbouwd als een zwevende stad, beschermd door een gigantisch magisch schild. Later verhuisde de stad naar Northrend tijdens de campagne tegen de Lich King, en vervolgens naar de Broken Isles als uitvalsbasis in de oorlog tegen de Burning Legion.

## Geschiedenis
Dalaran werd eeuwen geleden gesticht door mensen die magie leerden van de high elves. Al snel werd het een toevluchtsoord voor magiërs. Door het intensieve gebruik van magie trok Dalaran echter ook demonische aandacht, wat uiteindelijk leidde tot de oprichting van de Guardian of Tirisfal om Azeroth te beschermen tegen demonische invloeden.
Tijdens de Derde Oorlog werd Dalaran vernietigd door Archimonde en de Burning Legion. Daarna werd het herbouwd en omgevormd tot een zwevende stad. Dalaran speelde een belangrijke rol tijdens de campagnes in Northrend (Wrath of the Lich King) en op de Broken Isles (Legion), en werd tijdelijk geleid door Khadgar. 
Dalaran maakte zijn laatste sprong nadat Khadgar en de Kirin Tor besloten hadden om Dalaran naar Khaz Algar (The War Within) te teleporteren, nadat Magni Bronzebeard een visioen had ontvangen van een stad die op het punt stond vernietigd te worden. In de hoop deze ramp te voorkomen, verplaatsten ze de stad naar wat zij dachten een veiligere locatie. Echter bleek het visioen een list van Xal'atath te zijn, die de gelegenheid aangreep om Dalaran te vernietigen en de immense opgeslagen magische energie van de stad te stelen.